# ノック・ノック
『ノック・ノック』（Knock Knock）は、2015年にアメリカ合衆国で製作されたサスペンス映画。監督・脚本・製作をイーライ・ロスが務め、ニコラス・ロペスとギジェルモ・アモエドが共同脚本を務めた。出演はキアヌ・リーヴス、ロレンツァ・イッツォ、アナ・デ・アルマス。1977年にアメリカ合衆国で製作された映画『メイク・アップ』（Death Game）のリメイク。

## ストーリー
建築家のエヴァンは芸術家の妻カレンとの間に二人の子供を授かり、社会的にも成功を収め幸せな毎日を送っていた。ある日、家族旅行の予定が一人留守番をすることになったエヴァンは、久しぶりに一人の時間を楽しんでいた。だが、そこへジェネシスとベルと名乗る二人の美女が訪ねてくる。二人は激しい雨に降られたため家に入れてほしいと彼に懇願する。これに対し最初は二人を警戒していたエヴァンだったが、寒さに震える二人を見かねて、つい家へと入れてしまうのだった。すると、美女二人はあろうことかエヴァンを誘惑し関係を迫ってきた。これに対し最初は抵抗していたエヴァンだったが、バスルームで若く美しい二人の裸体を見てついに一線を越えてしまう。これが悲劇の始まりだった。関係を持った翌日、美女二人は人が変わったように横柄な態度を取り始め、それに憤慨したエヴァンは警察に電話しようとするが、彼女たちは「私たち15才、あなた刑務所行きよ」と言った事からエヴァンは抵抗できなくなってしまう。そして彼女たちはエヴァンに恐ろしい拷問を開始するのだった。こうしてエヴァンは、一夜の過ちから家中をメチャクチャにされ絶体絶命の危機を迎えてしまう。

## キャスト
※括弧内は日本語吹替。
- エヴァン - キアヌ・リーヴス（森川智之）
- ジェネシス - ロレンツァ・イッツォ（小清水亜美）
- ベル - アナ・デ・アルマス（恒松あゆみ）
- ルイス - アーロン・バーンズ（英語版）
- カレン - イグナシア・アラマンド（英語版）（井上喜久子）
- ジェイク - ダン・ベイリー（戸田めぐみ）
- リサ - ミーガン・ベイリー（井上ほの花）
- ヴィヴィアン - コリーン・キャンプ